# Trupanea ornum
Trupanea ornum
 es una especie de insecto díptero que Allen L.Norrbom describió científicamente por primera vez en el año 1999.
Esta especie pertenece al género Trupanea de la familia Tephritidae.